# Burglahr
Burglahr là một đô thị thuộc huyện Altenkirchen, bang Rheinland-Pfalz, phía tây nước Đức. Đô thị Burglahr có diện tích 2,87 km², dân số thời điểm ngày 31 tháng 12 năm 2006 là 503 người.